# Mazzuchelli
Mazzuchelli is een historisch merk van motorfietsen.
Dit was een Italiaans merk (E. Mazzuchelli, Via P. Sarpi 14, Milano) dat van 1925 tot 1928 motorfietsen produceerde waarin Duitse 198 cc Alba-inbouwmotoren waren gemonteerd.